# Téléphone (Apple)
Pour les articles homonymes, voir Téléphone (homonymie).
Téléphone est une application mobile développé par Apple. Elle est disponible sur iPhone et Apple Watch.

## Histoire
L'application sort lors du lancement de l'iPhone en 2007 sur le système d'exploitation iPhone OS 1.
iOS 17 permet de visualiser en direct sur l'écran verrouillé la transcription d'un message vocal en cours (uniquement en anglais aux États-Unis et au Canada, à l’exception de Puerto Rico).
iOS 18 introduit « Live Voicemail » en France.

## Fonctionnalités
L'application possède les fonctionnalités de base pour passer les appels (clavier pour composer un numéro), une section pour les contacts, et une section pour les contacts favoris.
La section récente, permet de voir les appels passés ainsi que nos appels manqués ainsi que nos appels FaceTime. L'application possède aussi une section pour la boite vocale pour écouter les messages et personnaliser son annonce.
Il est possible de recevoir des appels sur les iPad et les Mac si l'iPhone est à proximité.

### Pendant un appel
Pendant un appel, il est possible d'augmenter et des baisser le son de ce dernier, se mettre en muet (en anglais : mute), faire une conférence, d'accéder au clavier, de mettre en haut parleur, d'activer un FaceTime (uniquement si le correspondant possède un appareil Apple).
Si un appel est reçu lors d'une conversation (double appel), il est possible de :
- raccrocher votre appel et répondre ;
- refuser l'appel ;
- mettre en attente votre appel pour répondre au nouveau.

iOS 18 ajoute la possibilité de pourvoir enregistrer une conversation pendant un appel.

### Conférence d'appel
Il est également possible de créer des « conférences d'appels » pour discuter avec plusieurs personnes en même temps en appel téléphonique,.